# Rafael Cornudella i Carré
Rafael Cornudella i Carré   (Barcelona, 29 de desembre de 1964) és doctor en història de l'art per la UAB. Va començar l'activitat docent en història de l'art modern a la Universitat de Lleida el 1995 i va continuar a la UAB, universitat de la qual és professor titular des del 2003. Ha exercit bona part de la seva activitat en l'àmbit dels museus: com a documentalista i com a tècnic superior del Gabinet de Dibuixos i Gravats del MNAC, del qual ha estat cap de l'Àrea d'Art Gòtic (2007-2012). És vocal de la Junta de Qualificació, Valoració i Exportació de Béns del Patrimoni Cultural de Catalunya des del 2011. Des de juny de 2017 és membre numerari de la Secció Històrico-Arqueològica de l'Institut d'Estudis Catalans.